# Högbergstjärnarna, Jämtland
Högbergstjärnarna är en sjö i Krokoms kommun i Jämtland och ingår i Indalsälvens huvudavrinningsområde. Sjön har en area på 0,164 kvadratkilometer och ligger 489 meter över havet. Högbergstjärnarna ligger i Grubbdalen Natura 2000-område. Vid provfiske har röding och öring fångats i sjön.

## Delavrinningsområde
Högbergstjärnarna ingår i det delavrinningsområde (710401-140405) som SMHI kallar för Utloppet av Högbergstjärnarna. Medelhöjden är 672 meter över havet och ytan är 5,54 kvadratkilometer. Det finns inga avrinningsområden uppströms utan avrinningsområdet är högsta punkten. Vattendraget som avvattnar avrinningsområdet har biflödesordning 4, vilket innebär att vattnet flödar genom totalt 4 vattendrag innan det når havet efter 314 kilometer. Avrinningsområdet består mestadels av skog (96 procent). Avrinningsområdet har 0,16 kvadratkilometer vattenytor vilket ger det en sjöprocent på 2,9 procent.